# Smidjegrav Arena
Smidjegrav Arena, tidigare Mora Ishall, FM Mattsson Arena och Jalas Arena, är Mora IK:s ishall.

## Historik
Första matchen i Mora Ishall spelades den 6 oktober 1967 mot Rögle BK och slutade 5-6. Efter 37 år byggdes hallen om under 162 dagar för spel i Elitserien. Premiärmatchen i den nya ishallen spelades mellan Mora IK och Färjestads BK den 20 september 2004 och slutade 1-1. Här finns numera plats för en publik på 4 514 personer.
I samband med inträdet till Elitserien år 2004 såldes ishallen till Mora IK för en krona. Mora IK Fastighets AB bildades och blev ägare till ishallen. Ombyggnationerna som krävdes från Hockeyligan för spel i Elitserien möjliggjordes genom lån från Mora Kommun med 23 miljoner kronor. Juniorvärldsmästerskapet i ishockey 2007 spelades här och i Ejendals Arena.
I folkmun har arenan kallats Smidjegrav efter platsen där den är byggd. Den 26 juni 2015 bytte arenan namn till Smidjegrav Arena och mellan 2017 och 2020 var namnet Jalas Arena i samarbete med företaget Ejendals. Sedan 1 maj 2020 heter arenan återigen Smidjegrav Arena.